# Пунктуация
Пунктуация (от латински: punctum – „точка“) се нарича системата от правила за употреба на препинателните знаци (или самата съвкупност от препинателни знаци) в дадена графична система.
Основната функция на пунктуацията е да отразява синтактичното и интонационно разчленяване на текста с оглед на неговото по-лесно и вярно, адекватно възприемане, разбиране при четене. 
Приема се, че в българското писмо правилата за употреба на препинателните знаци се подчиняват на синтактичния принцип, докато фонетичният (или смислово-фонетичният) принцип има подчинена, второстепенна роля. Това означава, че правилната, точна употреба на препинателните знаци е в пряка зависимост както от доброто познаване на синтактичния строеж на речта, така и от усета за смисъла и за фонетичното (интонационно) членение на текста. Не бива да се забравя, че ако в повечето случаи можем да бъдем сигурни (при определени условия) в строгите правила за употреба на даден препинателен знак, то съвсем не са малко и онези интересни изключения, които доказват, че не всички правила за употреба на препинателните знаци са еднакво строги и категорични. Част от употребата на препинателните знаци се подчинява на строги, задължителни за всеки правила, но има и такива, които дават възможност за проява на личен избор и предпочитание от страна на пишещия в стремежа му към изразяване на тънки смислови и стилистични отсенки.